# Carl Weigert
Carl Weigert (ur. 19 marca 1845 w Münsterbergu, zm. 5 sierpnia 1904 we Frankfurcie nad Menem) – niemiecki lekarz patolog, profesor nadzwyczajny Uniwersytetu w Lipsku, dyrektor Instytutu Patologiczno-Anatomicznego we Frankfurcie nad Menem, tajny radca sanitarny.

## Życiorys
Urodził się w Münsterbergu (dzisiejsze Ziębice) jako syn Eduarda Salomona Weigerta (1811–1882) i Therese Weigert z domu Weigert (1815–1892). Jego ojciec był hotelarzem. Carl miał brata Ludwiga (1842–1912) i siostrę Malvine (1841–1914) zamężną za Maxem Cohnem. Z rodziną Weigertów spokrewniony był Paul Ehrlich. Jego bratankiem był też biochemik Fritz Weigert (1876–1947).
Uczył się w Gimnazjum Marii Magdaleny we Wrocławiu. Studiował w na Uniwersytecie Fryderyka Wilhelma w Berlinie, Uniwersytecie Wiedeńskim i Uniwersytecie we Wrocławiu, w 1868 został doktorem medycyny. Brał udział w wojnie francusko-pruskiej jako chirurg, po czym rozpoczął praktykę we Wrocławiu, gdzie był asystentem Heinricha Waldeyera; od 1870 do 1874 był asystentem Hermanna Leberta, a potem Juliusa Cohnheima w Lipsku od 1878. Od 1879 był profesorem asystentem patologii na Uniwersytecie w Lipsku. W 1884 został profesorem anatomii patologicznej we Frankfurcie, w 1899 został tajnym radcą medycznym.
Pochowany jest na Cmentarzu Centralnym we Frankfurcie (kwatera 66). Był sportretowany przez Ottilie Roederstein i Mathilde Battenberg; oba obrazy znajdują się w zbiorach Fundacji Senckenberga.

## Dorobek naukowy
Weigert pamiętany jest jako wynalazca nowych metod barwienia preparatów histologicznych. Ulepszył też znane wcześniej techniki. Zajmował się takimi zagadnieniami jak zapalenia, martwica rozpływna, gruźlica, choroba Brighta, choroby mózgu i rdzenia kręgowego. Był pierwszym, który wybarwił bakterie w preparacie mikroskopowym. W 1884 opisał swoją metodę barwienia osłonek mielinowych (metoda Weigerta). Przypisuje mu się pierwszeństwo w odnotowaniu związku między patologią grasicy a miastenią. Weigert jako pierwszy opisał zawał mięśnia sercowego.

## Wybrane prace
- De nervorum lesionibus telorum ictu effectis. 1866.
- Über Bacterien in der Pockenhaut. Centralblatt für die medicinischen Wissenschaften 9, s. 609-611 (1871).
- Neue Auffassung der Zellwucherung auf äussere Reize. 1873.
- Entdeckung der Venentuberkulose und ihrer Beziehung zur acuten Miliartuberkulose.
- Anatomische Beiträge zur Lehre von den Pocken. Breslau: Cohn und Weigert, 1874
- Die Pockeneffloreszenz der äusseren Haut. Breslau, 1874.
- Zur Anatomie der Pocken. Breslau, 1874.
- Teratom der Zirbeldrüse[4]. (1875)
- Struma pituitaria permagna[5]. (1875)
- Gummiknoten der Hypophysis cerebri[6]. (1875)
- Färbung der Bacterien mit Anilinfarben. Breslau, 1875.
- Über pockenähnliche Gebilde in parenchymatösen Organen und deren Beziehung zu Bakterienkolonien. Breslau, 1875
- Über eine Mykose bei einem neugeborenen Kinde (Bakterienfärbung mit Anilinfarben). Jahres-Bericht der Schlesischen Gesellschaft für vaterländische Cultur (1875), 1876, 52: 229.
- Tuberculosis vaginae[7]. (1876)
- Adenocarcinoma renum congenitum[8]. (1876)
- Ein Fall von Adenoma polyposum oesophagi[9]. (1876)
- Teratoma orbitae congenitum[10]. (1876)
- Über primäres Lebercarcinom[11]. (1876)
- Ein Fall von secundärem Magen- und Darmcarcinom[12]. (1876)
- Über Croup und Diphtheritis. Ein experimenteller und anatomischer Beitrag zur Pathologie der specifischen Entzündungsformen[13]. (1877)
- Über einige Bildungsfehler der Ureteren[14]. (1877)
- Bemerkungen zu dem Unna’schen Aufsatze „Über den Sitz der Pocke in der Epidermis und die ersten Stadien des Pockenprozesses” (Dieses Archiv Bd. LXIX. S. 409)[15]. (1877)
- Bismarckbraun als Färbemittel[16]. (1878)
- Über Croup und Diphtheritis[17]. (1878)
- Nachtrag zu dem Aufsatze „Über einige Bildungsfehler der Ureteren” (Bd. 70) und Erwiderung auf die Bemerkung des Herrn Prof. Hoffmann zu obigem Aufsatze (Bd. 71 S. 408)[18] (1878)
- Die Brightsche Nierenerkrankung vom pathologisch-anatomischen Standpunkte. [Volkmanns] Sammlung klinischer Vorträge No. 162/163 (1879).
- Zur Lehre von der Tuberculose und von verwandten Erkrankungen[19] (1879)
- Nephritis. Leipzig, 1879.
- Lehre von der Coagulationsnecrose. 1880.
- Über die pathologische Gerinnungs-Vorgänge. Virchows Archiv für pathologische Anatomie und Physiologie und für klinische Medizin 79: 87-123 (1880).
- Über Entzündung (Inflammatio, Phlogosis).  Wien-Leipzig, 1880.
- Zur Technik der mikroskopischen Bakterienuntersuchungen. Virchows Archiv für pathologische Anatomie und Physiologie und für klinische Medizin 84: 275-315 (1881).
- Über eine neue Untersuchungsmethode des Centralnervensystems. Centralblatt für die medicinischen Wissenschaften 20: 753-757, 772-774 (1882).
- Markscheidenfärbung des Centralnervensystems. 1882.
- Thrombose. W: Eulenburgs Real-Encyclopädie der gesamten Heilkunde 19: 638:648 (1883).
- Über Schnittserien von Celloidinpräparaten des Centralnervensystems. Zeitschrift für wissenschaftliche Mikroskopie und für Mikrokopische Technik 2: 490-495 (1885).
- Fibrinfärbung, 1886.
- Über eine neue Methode zur Färbung von Fibrin und von Microorganismen. Fortschritte der Medicin 5: 228-232 (1887).
- Zur pathologischen Histologie des Neurogliafasergerüstes. Zentralblatt für allgemeine Pathologie und pathologische Anatomie 1: 729-737 (1890).
- Beiträge zur Kenntniss der Normalen Menschlichen Neuroglia. Frankfurt am Main, 1895.
- Die histologische Technik des Centralnervensystems, 11.2. Die Markscheidenfärbung. Ergebnisse der Anatomie und Entwicklungsgeschichte 6, ss. 1-25, 1897
- Elastische Fasern. Frankfurt am Main 1898.
- Über eine Methode zur Färbung elastischer Fasern. Zentralblatt für allgemeine Pathologie und pathologische Anatomie 9: 289-292 (1898).
- Pathologisch-anatomischer Beitrag zur Erb’schen Krankheit (Myasthenia gravis). Neurologisches Centralblatt 20, ss. 597-601, 1901
- Gesammelte Abhandlungen. Berlin: Springer, 1906.